# Article 50 du traité sur l'Union européenne
L’article 50 du traité sur l'Union européenne fait partie du Titre VI : «  Dispositions finales ». Il traite d'une disposition débattue depuis longtemps, apparue dans le projet de traité instituant une Constitution pour l'Europe, et maintenue dans le traité de Lisbonne : la possibilité de retrait de l'Union européenne.  

## Dispositions
L'article 50 dispose:

« 1. Tout État membre peut décider, conformément à ses règles constitutionnelles, de se retirer de l'Union.
2. L'État membre qui décide de se retirer notifie son intention au Conseil européen. À la lumière des orientations du Conseil européen, l'Union négocie et conclut avec cet État un accord fixant les modalités de son retrait, en tenant compte du cadre de ses relations futures avec l'Union. Cet accord est négocié conformément à l'article 218, paragraphe 3, du traité sur le fonctionnement de l'Union européenne. Il est conclu au nom de l'Union par le Conseil, statuant à la majorité qualifiée, après approbation du Parlement européen.
3. Les traités cessent d'être applicables à l'État concerné à partir de la date d'entrée en vigueur de l'accord de retrait ou, à défaut, deux ans après la notification visée au paragraphe 2, sauf si le Conseil européen, en accord avec l'État membre concerné, décide à l'unanimité de proroger ce délai.
4. Aux fins des paragraphes 2 et 3, le membre du Conseil européen et du Conseil représentant l'État membre qui se retire ne participe ni aux délibérations ni aux décisions du Conseil européen et du Conseil qui le concernent.
La majorité qualifiée se définit conformément à l'article 238, paragraphe 3, point b), du traité sur le fonctionnement de l'Union européenne.
5. Si l'État qui s'est retiré de l'Union demande à adhérer à nouveau, sa demande est soumise à la procédure visée à l'article 49. »

Par son arrêt du 19 octobre 2018, la CJUE, siégeant en assemblée plénière, a jugé que, lorsqu’un État membre a notifié au Conseil européen son intention de se retirer de l’Union européenne, comme l’a fait le Royaume-Uni, cet État membre est libre de révoquer unilatéralement cette notification.
Cette possibilité existe tant qu’un accord de retrait conclu entre l’Union et l’État membre concerné n’est pas entré en vigueur ou, à défaut d’un tel accord, tant que le délai de deux ans à partir de la notification de l’intention de se retirer de l’Union européenne, éventuellement prorogé, n’a pas expiré.
Cf. Ordonnance du Président de la Cour du 19 octobre 2018, Wightman e.a. (C-621/18).

## Origine de l'article

### Justification de l'absence
L'article 50 du TUE est une innovation du traité de Lisbonne. En effet, aucune stipulation concernant le retrait d'un État membre n'existait auparavant. La raison de son absence dans le traité instituant la Communauté économique européenne n'est pas connue car les travaux préparatoires ne sont pas publics.
Selon les juristes allemand Hermann-Josef Blanke et italien Stelio Mangiameli, il existe trois explications possibles à cette absence :
- la première est la négligence des rédacteurs. Ces deux chercheurs admettent eux-mêmes le caractère peu convaincant de cette affirmation du fait de l'existence d'une proposition française visant à inclure une telle clause,
- la seconde est que cette absence résulte de l'intention des rédacteurs d'empêcher les retraits. Une nouvelle fois, ces deux chercheurs considèrent cette affirmation peu probable car la République fédérale d'Allemagne avait déjà prévu que, lors de la réunification allemande, sa participation pourrait être ré-évaluée.
- la troisième possibilité visait à dissuader les États membres de se retirer.

En l'absence de cette clause, deux positions s'opposaient : ceux qui considéraient que, en l'absence de disposition allant en ce sens, il n'y avait pas de droit au retrait de l'Union,  et ceux qui estimaient que ce droit était dérivé des traités eux-mêmes en tant que principe de droit international.
Le retrait du Groenland, souvent cité comme un retrait de la Communauté européenne, est un exemple limité du fait de la situation particulière de l'île. Celle-ci n'était pas directement membre de la Communauté mais considérée comme partie du territoire danois. Le référendum demandant le retrait du Groenland du champ d'application du traité a mené le Danemark à demander au Conseil de l'Union européenne une révision des traités (selon la procédure de l'article 236 du TCEE).
La clause actuelle est apparue dans le projet de traité constitutionnel puis fut maintenue dans le mandat de la Conférence intergouvernementale de décembre 2007, après le rejet du traité établissant une Constitution pour l'Europe (TCE). Un changement léger y fut toutefois apporté. En effet, alors que l'article portait le titre « Retrait volontaire » dans le TCE, celui-ci fut retiré du traité de Lisbonne.

### Développement du projet d'article: la Convention sur l'avenir de l'Europe
La convention intergouvernementale sur l'avenir de l'Union, organisée à Laeken (commune de Bruxelles) en décembre 2001, aborda la question du retrait. Plusieurs propositions furent faites.
La première proposition fut celle du député européen Alain Lamassoure, il proposa un modèle communautaire se distinguant du  modèle fédéral, inacceptable en l'état actuel pour les citoyens, et du modèle confédéral, inefficace face aux besoins du monde actuel. Selon lui, le droit de retrait doit être dans la charte constitutionnelle de l'Union de telle sorte que chaque État sache que ce droit lui est accordé mais les conditions de retrait doivent être strictes et dissuasives. Interrogé par Slate, Lamassoure précise que l'introduction de l'article 50 a essentiellement été motivée pour faire pression sur le Royaume-Uni et la République tchèque, pays de tradition eurosceptique.
La seconde proposition a été élaborée par Alan Dashwood, professeur en droit à l'université de Cambridge, puis soumise par la délégation britannique. Selon cette proposition, chaque État a un droit absolu de se retirer après l'avoir notifié au Conseil de l'Union européenne. En ce sens, selon Dashwood, le droit de retrait n'impliquerait que l’État membre souhaitant quitter l'Union européenne et pas cette dernière elle-même. La méthodologie utilisée dans ce cas aurait été un acte unanime des États membres adopté après consultation du Parlement européen.
La troisième proposition est celle de Robert Badinter. Selon cette proposition, la décision de retrait doit être adoptée en interne, notamment par la révision des dispositions constitutionnelles. Par la suite, l’État membre aurait dû informer le Conseil européen de sa décision, et ce dernier aurait établi la date d'effet du retrait. À cette fin, un accord devrait être conclu entre l’État souhaitant partir de l'Union et cette dernière, représentée par le Conseil de l'Union européenne, sur les modalités du retrait et sur les conséquences (dédommagement, etc.). En cas de dispute sur ces points, la Cour de justice serait compétente pour interpréter l'accord et l'Union européenne devrait être dédommagée des pertes qui lui auraient été infligées.
L'ébauche de traité constitutionnel du præsidium prévoyait, en son article 46, le droit de retrait. Il était formulé ainsi :
« 
1. Tout État membre peut décider de se retirer de l'Union conformément à ses règles constitutionnelles.
2. L'État membre qui décide de se retirer notifie son intention au Conseil. Une fois cette notification faite, l'Union négocie et conclut avec cet État un accord fixant les modalités de son retrait, en tenant compte du cadre de ses relations futures avec l'Union. Cet accord est conclu au nom de l'Union par le Conseil, statuant à la majorité qualifiée, après approbation du Parlement européen.
L’État se retirant ne doit pas participer aux discussions et décisions du Conseil le concernant.
3. La Constitution cesse d'être applicable à l'État concerné à partir de la date d'entrée en vigueur de l'accord de retrait ou, à défaut, deux ans après la notification visée au paragraphe 2.
 »
— Article 46 du projet de traité établissant une Constitution pour l'Europe, la note explicative précise que la formulation de l'article découle de la formulation de l'article 46 de la Convention de Vienne sur le droit des traités. Le præsidium considère que la conclusion de l'accord n'est pas obligatoire pour que le retrait soit effectif car cela viderait le concept de retrait volontaire de sa substance. Cependant, la modification de ce passage est laissée ouverte par le præsidium du fait des conséquences légales qu'un retrait, sans conclusion d'un accord, aurait.
Certains membres de la Convention, notamment les représentants allemand et néerlandais, demandaient la suppression de cette disposition. Le premier estimait en effet qu'une telle disposition était contraire aux objectifs de l'Union, tout en admettant qu'aucun État ne pourrait être forcé à rester dans l'Union. Le second estimait également que le droit de retrait étant inhérent, l'inclusion de la disposition n'était pas nécessaire.
Les membres de la Convention issus du Parti populaire européen étaient également contre la présence d'un article explicite par crainte de chantage de la part d'un État membre ou de paralysie du système décisionnel. Selon eux, le droit de retrait d'un État membre devrait être compensé par le droit pour l'Union de suspendre un État membre. D'autres groupes quant à eux se basaient sur la Convention de Vienne pour justifier son retrait. Globalement, le soutien pour l'inclusion de l'article était important mais les membres estimaient que l'article ne devait s'appliquer que dans des cas exceptionnels comme un changement fondamental dans la nature de l'Union ou l'échec d'un État à ratifier un traité modificatif.
Après le rejet du traité établissant une Constitution pour l'Europe, c'est l'article proposé par le député européen Alain Lamassoure qui fut retenu.

## Conditions
L'article 50 n'explicite pas de condition particulière au retrait, à l'exception du fait que la décision amenant l’État à demander son retrait doit être « [conforme] à ses règles constitutionnelles ». Le contrôle du respect de cet unique condition revient à la juridiction chargée du contrôle de constitutionnalité de l’État membre et pas à la Cour de justice de l'Union.

## Procédure

### Procédure prévue par le traité
La procédure est clarifiée à l'article 50(2) du TUE.
Dans le projet d'article, l’État membre souhaitant se retirer devait s'adresser au Conseil de l'Union européenne. Le renforcement du Conseil européen a entraîné une modification de cette procédure et l'article 50 dispose que c'est cette institution qui doit recevoir  notification. Le Conseil européen prévoit également des directives pour les négociations qui s'ensuivront.
La phase suivante est la négociation d'un accord dont le contenu doit fixer les modalités du retrait et les relations futures de l’État avec l'Union. Cette formulation résulte de la nécessité de prendre en compte les dommages causés à l'Union et qui vont au-delà des modifications institutionnelles. Cela inclut notamment : la continuation d'obligations prise dans le passé pendant une certaine période après le retrait, la question des dédommagements à verser à l'Union, etc..
L'accord lui-même doit être négocié conformément à la procédure de l'article 218(3) du TUE sur les accords internationaux. La procédure est comme suit :
1. soumission de recommandation par la Commission européenne au Conseil,
2. le Conseil autorise l'ouverture des négociations, puis adopte les directives permettant la négociation et nomme le chef de l'équipe de négociation.
3. les modalités de signature de l'accord en revanche ne sont pas prévu à l'article 218(3), néanmoins Blanke et Mangiameli estime que l'article 218(5) TUE devrait s'appliquer. Selon ce paragraphe, le Conseil autorise la signature de l'accord.
4. le Conseil conclut ensuite l'accord à la majorité qualifiée après approbation du Parlement européen.

### Hypothèses sur la mise en œuvre pratique
À la suite du référendum sur l'appartenance du Royaume-Uni à l'Union européenne, différentes hypothèses ont été présentée sur la façon dont la procédure de retrait allait être menée. Robert Chaouad, chercheur à l'Institut de relations internationales et stratégiques, estime que la forme prise par les négociations peut différer de la procédure prévue à l'article 50 lui-même. En effet, il note d'importantes divergences au sujet du retrait britannique :
- l'UE et ses institutions souhaitent éviter que l'action de l'Union européenne ne se concentre que sur la phase de retrait et souhaitent accélérer le processus afin de montrer les conséquences négative d'un retrait en faisant un exemple.
- le Royaume-Uni souhaite à l'inverse éviter une déstabilisation excessive du pays en stabilisant le rapport de force.

La principale divergence qui en résulte concerne l'accord final pré-retrait. En effet, là où l'article du traité dispose que le retrait passe par la négociation d'« un accord fixant les modalités de son retrait, en tenant compte du cadre de ses relations futures avec l'Union », le Royaume-Uni et l'Union européenne ont des visions différentes :
- le premier souhaiterait que ces deux questions soient conjointes dans un seul et même accord,
- le second souhaite que ces deux éléments soient discutés par étape à l'instar de Cecilia Malmström, commissaire au commerce,  qui a indiqué : « il y a dans les faits deux négociations. D'abord vous vous retirez, et ensuite vous négociez un nouveau cadre relationnel, quoique cela soit ».

Robert Chaouad estime que ces deux options sont juridiquement envisageables du fait de l'absence de précédent. Toutefois, il considère que, politiquement, l'Union européenne refusera toute concession au Royaume-Uni pour « faire […] un exemple ».

## Conséquences

### Effets du retrait
La première conséquence est que l’État en question ne peut plus participer aux discussions et décisions le concernant au sein du Conseil de l'Union européenne et du Conseil européen pendant la période située entre la formalisation de sa demande et l'entrée en vigueur de l'accord de retrait. Toutefois, durant ce délai, l’État reste membre de ces institutions et est impliqué dans les prises de décisions qui ne concernent pas son retrait. Cela n'implique toutefois pas les autres institutions ce qui fut critiqué car, pour le Parlement européen par exemple, les députés européens vont transférer leur loyauté vers leur État et ne vont plus servir l'intérêt commun de l'Union alors même qu'ils ont été élus sur ce fondement. Leur participation aux débats resterait toutefois bénéfique. Au sujet de la Commission européenne, il convient toutefois de noter que, au lendemain de l'échec du référendum sur le maintien du Royaume-Uni dans l'Union européenne du 23 juin 2016, le commissaire européen britannique Jonathan Hill a présenté sa démission.
La seconde conséquence est que les traités cessent de s'appliquer lors de l'entrée en vigueur de l'accord de retrait ou lorsque la période de deux ans s'est écoulée. La formulation indique que l'accord n'est pas nécessaire afin de laisser la possibilité de se retirer volontairement. Toutefois, afin de garantir la conclusion d'un tel accord, il peut être prorogé à l'unanimité par le Conseil européen et par l’État souhaitant quitter l'Union. En cas de retrait sans accord préalable, la procédure de révision de l'article 48 doit s'appliquer afin d'amender les traités.
Enfin, bien que l’État membre ne puisse pas se retirer partiellement de certaines obligations liées à l'adhésion à l'Union, l'accord peut prévoir la participation de l’État à certaines politiques à l'instar de la participation des États de l'Espace économique européen à certaines des politiques de l'Union.

### Retour d'un État ayant utilisé l'article 50

#### Retrait d'une demande de retrait
L'article 50 TUE ne prévoit pas expressément la possibilité, pour un État, de retirer sa demande de retrait. Cela ne poserait pas de problèmes si tous les États membres consentent à ce retrait de la demande. Si toutefois ce n'était pas le cas, le retrait de la demande en suivant les normes constitutionnelles auxquelles il est fait référence à l'article 50(1), notamment par le parallélisme des formes, pourrait permettre d'annuler un retrait sans l'unanimité des autres États membres.
Cette lecture est confirmée le 10 décembre 2018 par la CJUE en assemblée plénière, saisie d'une demande préjudicielle. Les arguments déterminants tiennent, d'une part au parallélisme des formes, et d'autre part au fait qu'un État ne peut être exclu contre son gré de l'Union européenne, ce qui serait effectivement le cas s'il ne pouvait retirer son intention.

#### Retrait ayant été effectif
Si un État s'étant retiré souhaite rejoindre l'Union, l'article 50(5) dispose qu'il n'y a pas de droit automatique à rejoindre l'Union. L’État devra déposer une demande d'adhésion, laquelle suivra la procédure de l'article 49 du traité sur l'Union européenne.
L'article 49 donne des critères pour lancer l'article 49 : un pays — éventuellement le Royaume-Uni — souhaitant rejoindre l'Union européenne, doit présenter une requête au Conseil européen. La candidature doit y être approuvée unanimement et consentie par le Parlement européen. L'article 49 dispose également que la décision doit être considérée par la Commission européenne.

## Activation
Le 29 mars 2017, le Royaume-Uni active l'article 50.

## Sources

## Compléments